# Carlo Fontana
Carlo Fontana (Novazzano, 1634/1638-1714) fue un destacado arquitecto y escultor italiano, en parte responsable de la dirección clasicista que tomó el barroco tardío en la arquitectura de Roma.

## Biografía

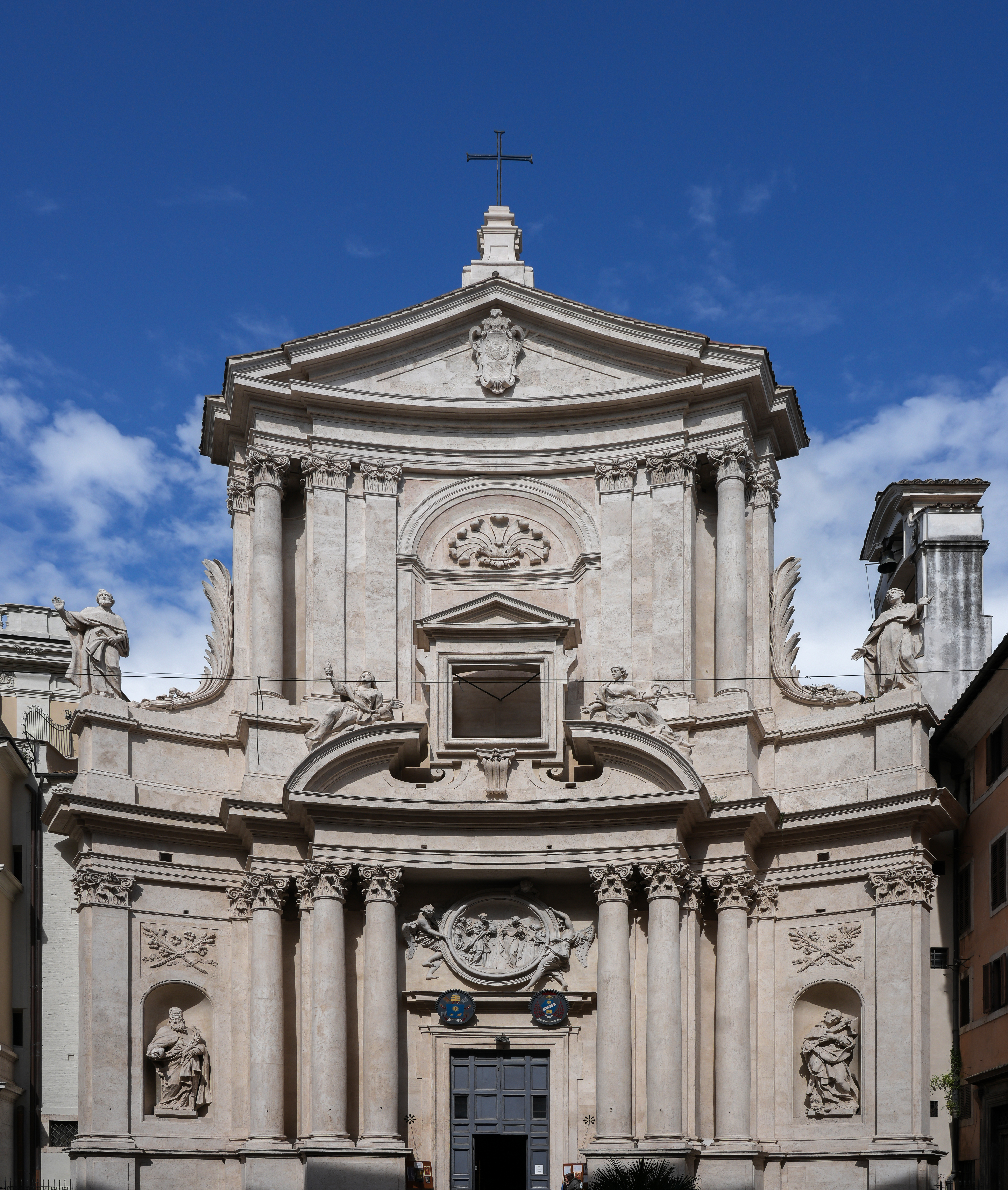
San Marcello al Corso.

No aparece claro que perteneciera a la familia Fontana, entre cuyos miembros se encontraba Domenico Fontana. Viajó a Roma antes de 1655, donde trabajó como dibujante de Pietro da Cortona, Carlo Rainaldi y Gian Lorenzo Bernini. Este último le dio trabajo durante una década en diversos proyectos.
Su primer trabajo independiente parece haber sido la iglesia de San Biagio en Campitelli, completada en 1665. Su fachada de San Marcello al Corso (1682-1683) es citada como uno de sus más brillantes trabajos. Por deseo del papa Inocencio XI, su mecenas, construyó el inmenso edificio del Istituto Apostolico San Michele en Ripa Grande, estructurado alrededor de la iglesia; la capilla bautismal de la basílica de San Pedro y unas ligeras modificaciones y finalización del palazzo Montecitorio.
A petición del papa Clemente XI construyó los graneros públicos (Olearie Papale) dentro de las ruinas de las Termas de Diocleciano, el pórtico de la basílica de Santa María en Trastevere y el cuenco de la fuente del templete de San Pietro in Montorio. Diseñó la librería Casanate de Santa Maria sopra Minerva, la estructura hemisférica de la cúpula de la catedral de Montefiascone, la Villa Pía del Vaticano y completó todas las maquetas del edificio.
Trabajó sobre todo en Roma, con la ayuda de sus sobrinos Girolamo y Francesco Fontana, pero también afrontó otras tareas, como la preparación y envío de los planos de la catedral de Fulda y los de los reales establos de Viena. Asimismo diseñó los monasterios para los jesuitas de Loyola, España, justo en el lugar donde nació el fundador de la orden, San Ignacio de Loyola.
A pesar de ser un buen arquitecto y diseñador, le faltó el empuje creativo que tuvieron los primeros constructores del barroco, como Francesco Borromini y el propio Cortona, por la novedad del estilo. Por orden de Inocencio XI escribió una difusa historia del Templum Vaticanum, que incluía sus trabajos para completar la basílica de San Pedro. En dicho trabajo aconsejó el derribo del abigarrado barrio medieval conocido como La Spina, que formaba una especie de islote entre el Puente Sant'Angelo y San Pedro, proyecto que no se ejecutó hasta la llegada del periodo fascista con Benito Mussolini mediante los Pactos de Letrán, a la que se le llamó la Via della Conciliazione. Calculó los costes totales de la basílica de San Pedro, desde sus inicios hasta 1694, en 46.800.052 coronas, sin incluir las maquetas. También publicó trabajos sobre el Coliseo, los acueductos, la inundación del Tíber, etc. Veintisiete volúmenes con manuscritos y bocetos y escritos suyos se conservan en la Biblioteca Real del castillo de Windsor.
Fue nombrado príncipe de la Accademia di San Luca en 1686 y en el periodo 1692-1700. Su estudio fue uno de los más activos en Europa, trabajando en diseños de tumbas, fuentes y altares que fueron muy imitados. Entre los discípulos que difundieron su fama por toda Europa se encontraban Giovanni Battista Vaccarini en Sicilia, Filippo Juvara y Nicola Michetti en Italia (el último también en Rusia) y España, James Gibbs en Inglaterra, Matthäus Daniel Pöppelmann en Alemania, Johann Lukas von Hildebrandt y Johann Bernhard Fischer von Erlach en Austria.

## Trabajos

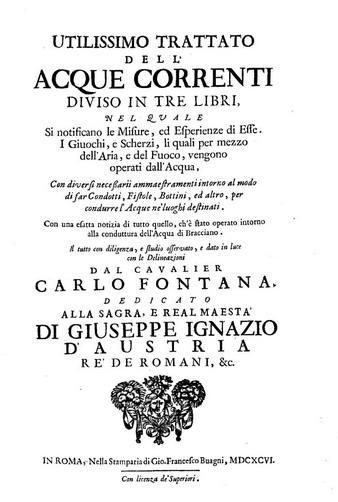
Utilissimo trattato dell'acque correnti (1696)

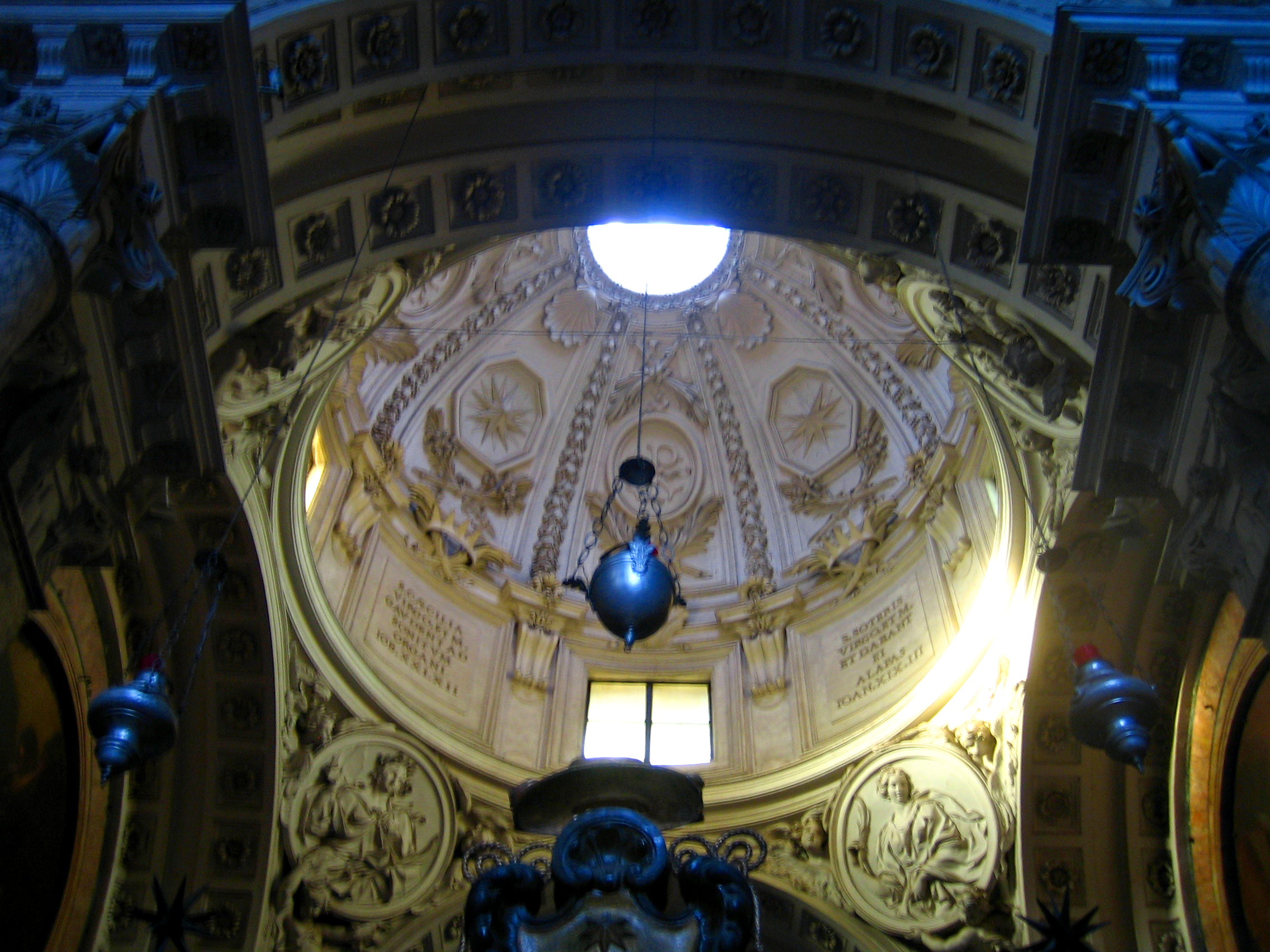
Cúpula de la capilla Albani en San Sebastián

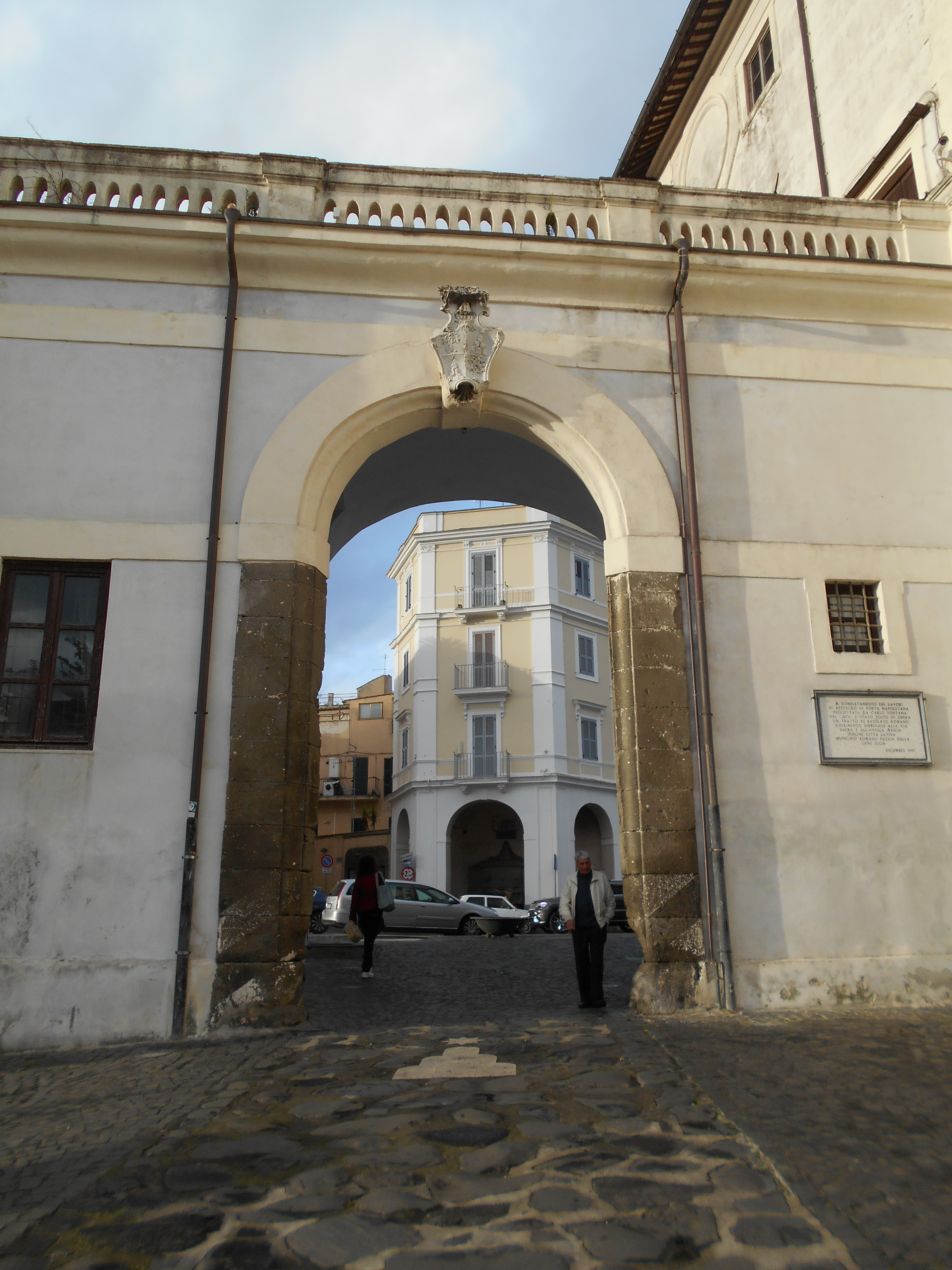
Puerta Napolitana, Ariccia

Sus principales realizaciones en la ciudad de Roma son los siguientes:
- Palazzo Montecitorio (actuale sede de la Camera dei deputati): anteriormente Palazzo Ludovisi, encargado a Gian Lorenzo Bernini por la familia del papa Inocencio X, luego se completó con algunas modificaciones de la Fuente bajo el papado de Inocencio XII (1691-1700). Hay un pequeño volumen titulado Monte Citatorio, acompañado de varias tablas, impreso en 1694 por la imprenta Buagni.
- 1655: iglesia de Santa Rita da Cascia en Campitelli.
- Palazzo Massimo de Rignano en piazza d'Aracoeli.
- 1671: capilla Ginetti en San Andrés della Valle.
- 1671: obras en la capilla Sistina en la basílica de Santa María la Mayor.
- 1675: Fontana de la izquierda en la Piazza San Pietro.
- 1675: Fontana degli Scogli a Lanuvio.
- 1662-1679: participación en las iglesias de Santa Maria dei Miracoli y de Santa Maria in Montesanto, en colaboración con Gian Lorenzo Bernini.
- 1682-1683: la fachada de la iglesia de San Marcello al Corso, ligeramente incavata.
- 1683-1687: cúpula de la capilla Cybo en Santa Maria del Popolo.
- 1692-1698: pila bautismal de la basílica de San Pedro.
- 1701-1703: la Casa correccional del ospizio di San Michele a Ripa Grande, con Andrea Pozzo, y Santa Maria del Buon Viaggio.[1]
- 1702: tumba de la reina Cristina de Suecia en la basílica de San Pedro.
- 1702-1708: interior de la basílica de los Santos Apóstoles.
- restauración de la fuente de la plaza de Santa Maria in Trastevere, entre las más antiguas de Roma.
- 1705: capilla Albani en la basílica de San Sebastián de las Catacumbas.
- 1708: Biblioteca Casanatense de Santa Maria sopra Minerva.
- Tumba de los papas Clemente XI e Inocencio XII en la basílica de San Pedro.
- Proyecto no realizado para una gran iglesia de planta central cupulada, dedicada a los Santos Mártires, a construir en el interior del Coliseo.

También trabajó fuera de Roma, y fue resultado de esa actividad la catedral de Montefiascone, para la cual diseñó y ejecutó la cúpula; también debe mencionarse el monasterio de los jesuitas en la ciudad de Loyola, en España, precisamente en el lugar de nacimiento de Ignacio de Loyola , fundador de la Compañía de Jesús, un grandioso edificio barroco que consta de una basílica central coronada por una cúpula y dos alas que recuerdan a la estructura del monasterio de El Escorial (1681-1738). También parece haber participado, junto con otros arquitectos famosos de la época, en el borrador definitivo del proyecto del Palacio Nacional de Mafra.